# 브리티시컬럼비아늑대

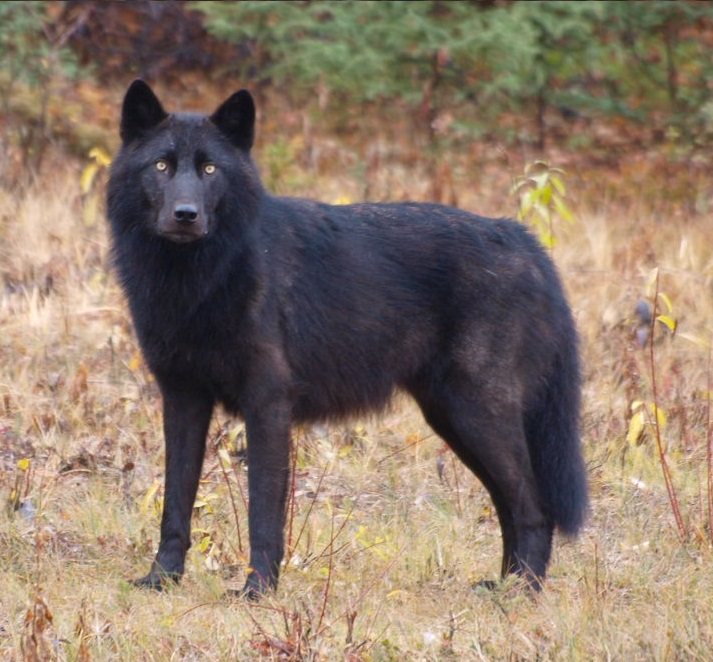

브리티시컬럼비아늑대 (학명 : Canis lupus columbianus, 영어: British Columbia wolf)은 늑대의 아종 중 하나로, 캐나다 유콘 주, 브리티시컬럼비아 주, 앨버타 주에 서식했었다.